# ひとりぼっち -人と人をつなぐ愛の物語-
『ひとりぼっち -人と人をつなぐ愛の物語-』（ひとりぼっち ひととひとをつなぐあいのものがたり）は、2023年4月9日の21時 - 22時48分（JST）にTBS系列で放送されたテレビドラマ。主演は相葉雅紀。プロデューサーは石井ふく子。
姉を亡くした主人公が姉と似た女性に出会い、その後の彼に起きる愛と奇跡の物語を描いた作品。
相葉がTBSのドラマに出演するのは『トリプル・キッチン』以来、約17年ぶり。プロデューサーの石井にとって、2020年の新春ドラマ特別企画『あしたの家族』以来、3年ぶりの作品となる。
中田喜子、野村真美、藤田朋子が『渡る世間は鬼ばかり』と同様の役で出演し、小林綾子は同名の役を演じている。

## あらすじ
若くして両親と最愛の姉を亡くした杉信也。彼はそれ以降、「自分はひとりぼっち」と心を閉ざして生きていた。水道メーター検針員として勤務する中、友人と訪れたおにぎり専門店「たちばな」で姉にそっくりな店主の立花香と出会う。お節介な性格の香は、様々な事情を抱える客たちと関わり、周囲を笑顔にしていく。

## 登場人物
杉信也（すぎ しんや）
演 - 相葉雅紀
水道メーター検針員。
内田千秋（うちだ ちあき）
演 - 上戸彩
出産を控える妊婦。
立花香（たちばな かおる）
演 - 坂本冬美
千秋が行きつけのおにぎり専門店「たちばな」の店主。
信也の亡き姉によく似た容貌をしている。
藤森聡美（ふじもり さとみ）
演 - 一路真輝
「たちばな」の従業員。
松本逸平（まつもと いっぺい）
演 - 仲野太賀
「たちばな」の常連客。声優志望。
矢島宏明（やじま ひろあき）
演 - 船越英一郎
謎の男。
川原亮太（かわはら りょうた）
演 - えなりかずき
信也の大学の同級生。
建材メーカーの営業部に所属。信也の過去を唯一知る人。
田辺則行（たなべ のりゆき）
演 - 角野卓造
「たちばな」の常連客。元サラリーマン。
高橋文子（たかはし ふみこ）
演 - 中田喜子
「たちばな」の常連客。
大原葉子（おおはら ようこ）
演 - 野村真美
「たちばな」の常連客。
本間長子（ほんま ながこ）
演 - 藤田朋子
「たちばな」の常連客。
本間由紀（ほんま ゆき）
演 - 小林綾子
助産師。
片岡（かたおか）
演 - 川﨑皇輝（少年忍者 / ジャニーズJr.）
「たちばな」の常連客。
山崎（やまさき）
演 - 深田竜生（少年忍者 / ジャニーズJr.）
「たちばな」の常連客。

## スタッフ
- 脚本 - 山本むつみ[1]
- 演出 - 清弘誠[1]
- ナレーション - 石坂浩二[4]
- プロデューサー - 石井ふく子
- 製作著作 - TBS

## 受賞
- 第32回橋田賞[6]